# 东山坝镇
东山坝镇，是中华人民共和国江西省赣州市宁都县下辖的一个乡镇级行政单位。

## 行政区划
东山坝镇下辖以下地区：
兴东社区、溪边村、坪田村、斜下村、城源村、磜下村、小源村、赣背村、大布村、石湖村、来源村、东山坝村和枧田村。